# Kościół św. Marcina w Nowym Mieście
Kościół św. Marcina w Nowym Mieście – kościół znajdujący się w Nowym Mieście (dawniej Nowe Miasto Przemyskie) w rejonie starosamborskim obwodu lwowskiego. Kościół parafialny parafii św. Marcina w Nowym Mieście.
Usytuowany na niewielkim wzniesieniu, niedaleko od centrum kościół pw. św. Marcina pochodzi z 1512 r. i został wybudowany na miejscu poprzedniego, spalonego przez Tatarów. Zachował się w bardzo dobrym stanie z uwagi na to, że nie podzielił losu innych kościołów przejętych przez wojska sowieckie świątyń, ale nadal pełnił funkcje sakralne. Zbudowany z czerwonej cegły na kamiennej podstawie, posiada w jednej z bocznych ścian basztę obronną. Obok kościoła murowana dzwonnica i resztki przykościelnego cmentarza.
Od 1938 r. wikarym, a następnie proboszczem parafii, był ks. Jan Szetela, urodzony w 1912 r. w Grodzisku k. Strzyżowa. W 1945 r. jako jeden z nielicznych księży diecezji przemyskiej pozostał na terenach wcielonych do ZSRR, w 1950 r. aresztowany przez NKWD, w latach 1951–1955 więzień sowieckiego łagru i przymusowy robotnik w kopalni w Karagandzie w Kazachstanie. Po wyjściu na wolność powrócił do Nowego Miasta. W 1992 r. wyjechał do rodzinnej miejscowości, gdzie dwa później zmarł. Jego posługę w Nowym Mieście upamiętnia pamiątkowa tablica na kościele.